# The Very Best Of Minako Yoshida
『The Very Best Of Minako Yoshida』（ザ・ヴェリー・ベスト・オブ・ミナコ・ヨシダ）は、2000年6月28日に発売された吉田美奈子通算7作目のベスト・アルバム。

## 解説
アルファレコード在籍時にリリースされた5枚のアルバムのみならず、RCA ⁄ RVC時代の「夢で逢えたら」も収められたベスト・アルバム。2000年当時、アルファの楽曲使用権を所有していた東芝EMIによる«2000 BEST»シリーズの一枚。
『LET'S DO IT -愛は思うまま-』収録曲の「猫 (CAT)」と「愛は思うまま (LET'S DO IT)」は、『IN MOTION』収録のライブ・ヴァージョンが選ばれている。
ブックレットにスタッフ・クレジットはなく、歌詞のみが掲載されている。

## 収録曲
1. TOWN[注釈 4]  –  (6'16")
作詞 · 作曲 · 編曲：吉田美奈子
2. 猫 (CAT)[注釈 3]  –  (2'18")
作詞 · 作曲 · 編曲：吉田美奈子
3. 時よ (TIME)[注釈 2]  –  (3'33")
作詞 · 作曲：吉田美奈子   編曲：Gene Page
4. MONSTER STOMP[注釈 4]  –  (5'16")
作詞 · 作曲 · 編曲：吉田美奈子
5. LOVIN' YOU[注釈 4]  –  (5'56")
作詞 · 作曲 · 編曲：吉田美奈子
6. 愛は思うまま (LET'S DO IT)[注釈 3]  –  (3'54")
作詞 · 作曲 · 編曲：吉田美奈子
7. 愛の炎 (FLAMES OF LOVE)[注釈 2]  –  (4'07")
作詞：吉田美奈子   作曲：山下達郎   編曲：Gene Page
8. AIRPORT[注釈 5]  –  (6'37")
作詞 · 作曲 · 編曲：吉田美奈子
9. 午後 (AFTERNOON)[注釈 5]  –  (4'46")
作詞 · 作曲 · 編曲：吉田美奈子
10. 窓 (MOMENT OF TWILIGHT)[注釈 4]  –  (5'39")
作詞 · 作曲 · 編曲：吉田美奈子
11. SUNSET[注釈 5]  –  (7'52")
作詞 · 作曲 · 編曲：吉田美奈子
12. KNOCK KNOCK[注釈 4]  –  (4'59")
作詞：吉田美奈子 · Aki   作曲 · 編曲：吉田美奈子
13. LIGHT'N UP[注釈 6]  –  (5'47")
作詞 · 作曲 · 編曲：吉田美奈子
14. 夢で逢えたら[注釈 1]  –  (3'49")
作詞 · 作曲：大瀧詠一   編曲：多羅尾伴内

## リリース日一覧
| 地域 | リリース日    | レーベル                       | 規格 | カタログ番号 | 備考 |
| ---- | ------------- | ------------------------------ | ---- | ------------ | --- |
| 日本 | 2025年4月23日 | ALFA ⁄ EASTWORLD ⁄ TOSHIBA-EMI | CD   | TOCT-243772  | アルファレコード在籍時にリリースされた5枚のアルバムから選ばれた13曲に、RCA ⁄ RVC時代の「夢で逢えたら」を加えた14曲収録の«2000 BEST»シリーズの一枚。 |